# Білоуська сільська рада
Білоуська сільська́ ра́да (біл. Белавушскі сельсавет) — адміністративно-територіальна одиниця у складі Столинського району Берестейської області Білорусі. Адміністративний центр — село Білоуша.

## Склад
Населені пункти, що підпорядковувалися сільській раді станом на 2009 рік:
| Населений пункт | Тип  | Населення, осіб (2009) |
| --------------- | ---- | ---------------------- |
| Білоуша         | село | 2602                   |
| Рибники         | село | 38                     |

## Населення
За переписом населення Білорусі 2009 року чисельність населення сільської ради становила 2640 осіб.

### Національність
Розподіл населення за рідною національністю за даними перепису 2009 року:
| Національність            | Осіб | Відсоток |
| ------------------------- | ---- | -------- |
| білоруси                  | 2579 | 97,69 %  |
| росіяни                   | 26   | 0,98 %   |
| українці                  | 19   | 0,72 %   |
| національність не вказана | 8    | 0,30 %   |
| поляки                    | 3    | 0,11 %   |
| латиші                    | 2    | 0,08 %   |
| литовці                   | 1    | 0,04 %   |
| удмурти                   | 1    | 0,04 %   |
| марійці                   | 1    | 0,04 %   |
| Разом                     | 2640 | 100 %    |